# Євроюст
Євро́юст — європейське агентство, що співпрацює з судовими та поліцейськими органами країн-членів ЄС.

## Історія
14 грудня 2000, з ініціативи Португалії, Франції, Швеції та Бельгії був утворений «Про-Євроюст» — підготовчий орган, який складався з національних прокурорів, і мав на меті напрацювати схему діяльності Євроюсту в майбутньому. На той час штаб-квартира Про-Євроюсту знаходилась в офісі Ради Європи у Брюселі. Офіційну діяльність Про-Євроюст почав 1 березня 2001 у рамках головування Швеції у ЄС. 

29 квітня 2003, Євроюст переїхав до штаб-квартири в Гаазі. Незабаром після свого створення Євроюст зіткнувся з проблемою розширення ЄС : у травні 2004 року до Євроспільноти приєдналось десять нових членів, а в 2007 році — ще два, в результаті чого їх загальна кількість досягла 27. Після розширення, агентство брало активну участь у переговорах про співпрацю з третіми державами та іншими установами ЄС, що дозволяє обмінюватися судовою інформацією та персональними даними. Укладено угоди з Європолом, Норвегією, Ісландією, США, Хорватією, Швейцарією та Македонії. Крім того, Євроюст підтримує мережу контактних пунктів по усьому світу.

У липні 2008 року під головуванням Франції, Європейський рада затвердила нові рішення про зміцнення Євроюсту, які були ратифіковані в грудні 2008 року і опубліковані 4 червня 2009 року. Метою нового рішення є підвищення оперативних можливостей Євроюсту, активізація обміну інформацією між зацікавленими сторонами, полегшення та зміцнення співпраці між національними органами та Євроюстом, а також зміцнення і налагодження відносини з партнерами та третіми державами.

Останній етап у розвитку Євроюсту — Лісабонський договір, а саме розділ 4 , статті 85 і 86. Стаття 85 згадує Євроюст і визначає його місію 
| Підтримка і здійснення координації між національними слідчими органами й органами прокуратури стосовно серйозного злочину, що стосується двох або більше держав - членів [ ...] | Стаття 86 говорить, що 
| З метою боротьби із злочинами, що зачіпають фінансові інтереси Союзу, Ради, за допомогою правил, прийнятих згідно зі спеціальною законодавчою процедурою, може створюватись офіс Європейського прокурора на базі Євроюста |

## Функції Євроюсту
Євроюст стимулює і координує розслідування і судові переслідування між компетентними органами в державах-членах і покращує співпрацю між компетентними органами держав-членів, зокрема шляхом сприяння виконанню міжнародної взаємної правової допомоги та здійснення прохань про екстрадицію. 

Компетенція Євроюсту охоплює такі види злочинів і правопорушень: тероризм, незаконний обіг наркотиків, торгівля приватними даними, підробка, відмивання грошей, комп'ютерні злочини, злочини проти власності або суспільних благ, включаючи шахрайство та корупцію, злочини, що впливають фінансові інтереси ЄС, екологічні злочини та участь у злочинній організації. Крім того, Євроюст може допомагати державам-членам ЄС у розслідуванні інших злочинів.

Євроюст може просити компетентні органи зацікавлених держав — членів:
- проводити розслідування або здійснювати конкретні дії[12];
- дозволу на координацію їх дій[13];
- створити спільну слідчу групу, або забезпечити Євроюст інформацією, необхідною для виконання певних завдань.[14][15][16]

Крім того, Євроюст:
- повинен забезпечити, щоб компетентні органи інформували одне одного про розслідування та висунення звинувачень у злочинах, що стосуються іншої сторони;[17]
- сприяє компетентним органам у забезпеченні координації розслідувань і судових процесів;[18]

Євроюст співпрацює з 24 країнами, що не є членами ЄС: Албанією, Аргентиною, Боснією і Герцеговиною, Єгиптом, Канадою, Північною Македонією, Ісландією, Ізраїлем, Японією, Кореєю, Ліхтенштейном, Молдовою, Монголією, Чорногорією, Норвегією, Російською Федерацією, Сербією, Сінгапуром, Швейцарією, Таїландом, Туреччиною, Україною і США.

У грудні 2008 року міністри держав-членів ухвалили рішення про підвищення ролі Євроюсту. Метою рішення є розвиток потенціалу Євроюсту і допомога у боротьбі з транснаціональною організованою злочинністю. Крім того, угода включає переход національних інформаційних систем на базу I-24/7.

## Структура
Структура агентства:

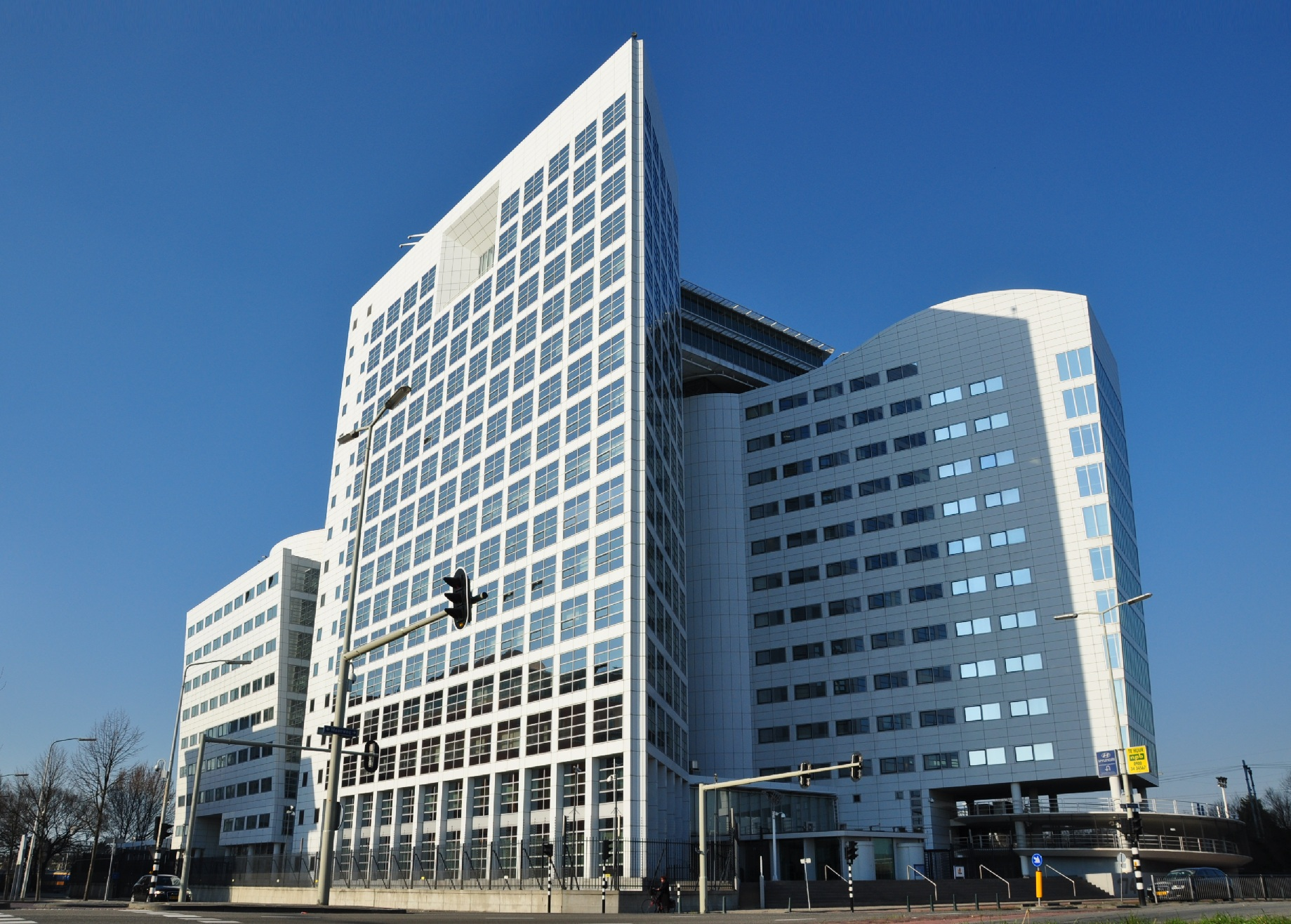
Будівля, в якій розміщується Євроюст та Міжнародний Кримінальний Суд

- Керівництво агентством здійснює Колегія, що складається з співробітників поліції, прокурорів та судів (залежно від їхніх функцій згідно з національним законодавством) — по 1 людині від кожної держави-члена ЄС. В обов'язки Колегії входить розробка проекту бюджету та передача його на затвердження Єврокомісії.
- Колегія обирає голову. Термін його повноважень — 3 роки з правом бути обраним двічі. Голова комісії веде нагляд за діяльність Євроюсту та керує Колегією.
- Адміністративний директор обирається одноголосно. Звільнений він може бути не менш, як 2/3 голосів. В його обов'язки входить поточне керівництво Євроюстом, підбір персоналу та розробка бюджету. Термін повноважень — 5 років. Одна людина не може бути обрана адміністративним директором більш як двічі.